# SyQuest Technology

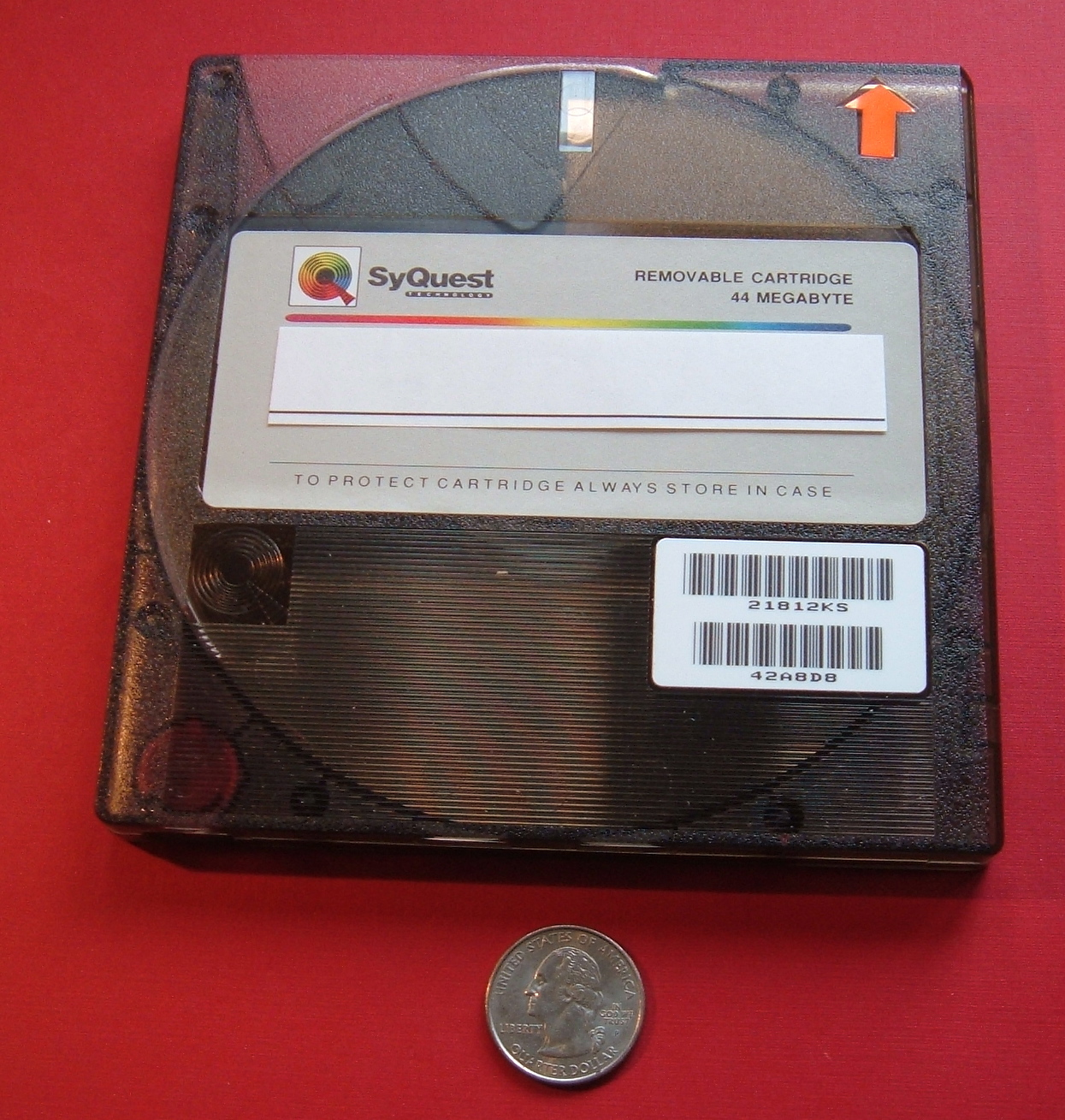
Cartouche SyQuest de 44 Mo.

SyQuest Technology, Inc. (code NASDAQ : SYQT) est une société américaine, pionnière dans l'industrie des disques durs pour ordinateurs personnels. La société a été fondée en 1982 par Syed Iftikar. Ses premiers produits étaient le SQ306R, un lecteur de cartouches de 5 Mo (au format 3.9") et ses cartouches Q-Pak, pour compatibles IBM PC-XT. Une version fixe du lecteur, le SQ306F, a ensuite été développée.
Les cartouches SyQuest ont été longtemps le support le plus utilisé par les éditeurs papier pour livrer aux imprimeurs les fichiers à imprimer. Dans ses publicités, destinées aux utilisateurs des ordinateurs personnels manipulant de gros volumes de données (dans des domaines comme la publication assistée par ordinateur, le prépresse, le multimédia, l'audio, la vidéo, la photographie numérique, la sauvegarde rapide, l'échange et l'archivage de données), SyQuest présentait ses produits comme étant capables de donner un espace de stockage « infini ».

## Histoire
Le nom de la compagnie vient en partie du nom de son fondateur : « SyQuest » est le nom abrégé de « Sy's Quest » (« la quête de Sy »).
Les premiers produits de SyQuest sont le lecteur de disque et les cartouches associées de 3,9" (100 mm) Q-Park. Ils connaissent un succès limité, en particulier auprès du gouvernement américain, qui utilisait des médias amovibles pour des raisons de sécurité.
En 1986, SyQuest annonce le SQ555, un lecteur de cartouches amovibles de 44 Mo au format 5"¼, dont les cartouches, les SQ400, utilisaient des disques au format 130 mm, un standard de l'industrie. En 1991, une version double capacité, le lecteur SQ5110 accompagné des cartouches SQ800, est introduite. Cette génération de produits devient de facto le standard dans le monde Macintosh pour la sauvegarde et le transfert de gros volumes de données, notamment chez les graphistes, les musiciens et les ingénieurs.
En 1991, SyQuest devient une société cotée au NASDAQ.
À partir de 1995, les résultats de SyQuest commencent à décliner. Le cœur de sa clientèle, le monde de la publication assistée par ordinateur, a rapidement délaissé les supports SyQuest en adoptant les CD-R ou le FTP. Par ailleurs, les disques Zip de Iomega ont très rapidement dominé le marché des très petites entreprises (TPE). SyQuest connait alors une série de résultats déficitaires (33,8 M$ de pertes pour un chiffre d'affaires de 78,7 M$ au 1er trimestre 1996 et 6,8 M$ de pertes pour un CA de $48,3 M$ à la même période de 1997).
SyQuest dépose le bilan à la fin 1998, et une partie des actifs est vendue à Iomega. Pour poursuivre partiellement son activité, la société change de nom en SYQT. Un site de vente en ligne est mis en place et fonctionne pendant plusieurs années, assurant la vente de lecteurs et des médias ainsi que le téléchargement de pilotes. Ce site ferme le 22 janvier 2009.

## Produits
La ligne de produits de SyQuest comprend les périphériques suivants :
- Lecteur SQ306RD + cartouches SQ100 de 5 Mo utilisant l'encodage MFM.
- Lecteur SQ312RD + cartouches SQ200 de 10 Mo utilisant l'encodage MFM (SyQuest a réutilisé en 1994 le numéro de modèle SQ200 pour désigner un disque dur externe)
- Lecteur SQ319RD + cartouches SQ300 de 15 Mo utilisant l'encodage RLL (1 Mo en utilisant l'encodage MFM).
- Disque dur SQ325F de 25 Mo utilisant l'encodage MFM.
- Disque dur SQ338F de 38 Mo utilisant l'encodage MFM ou RLL.
- Disque dur SQ2542 de 42 Mo au format 2.5" (série Iota).
- Lecteur SQ555 + cartouches SQ400 de 44 Mo au format 5.25" en interface SCSI interne. Disponible aussi en tant qu'Atari Megafile 44[4].
- Lecteur SQ5110 + cartouches SQ800 de 88 Mo au format 5.25". Interface SCSI interne. Compatible avec les disques SQ400.
- Lecteur SQ5200C + cartouches SQ2000 de 200 Mo au format 5.25" et connecteur SCSI interne. La version externe de ce lecteur fut appelée SQ200, à ne pas confondre avec le lecteur SQ200 pour cartouches de 44 Mo. Compatible avec les cartouches SQ400 et SQ800.
- Lecteur SQ3105 + cartouches SQ310 de 105 Mo.
- Lecteur SQ3270 + cartouches SQ327 de 270 Mo. Compatible avec les cartouches SQ310.
- Lecteur de disques durs amovibles EZ135, appelé aussi EZDrive 135 ou EZ135 de 135 Mo de capacité au format 3.5". Concurrent du Iomega Disque ZIP. Il était disponibles en interfaces SCSI, IDE et parallèles.
- Le lecteur EZFlyer, appelé aussi EZFlyer 230 + disques amovibles EZ230 de 230 Mo de capacité au format 3.5". Compatible avec les disques EZ135. Vendu en tant qu'évolution du EZ135.
- Lecteur de disques durs SyJet + disques amovibles SQ1500 (capacité : 1.5GB). Concurrent du lecteur Iomega Jaz).
- Lecteur de disques durs amovibles SparQ + disques amovibles SparQ (capacité : 1.0 Go ; format : 3.5"). Prix au Mo inférieur à celui du SyJet.
- lecteur de disques durs amovibles Quest + disques Quest (capacité : 4.7 Go)[5]. Disponible pendant une courte période en 1998.

Les lecteurs de cartouches SyQuest de 44 Mo, 88 Mo et 200 Mo ont été principalement utilisés sur des ordinateurs Macintosh et connectés en SCSI.

### Sources
- (en) Cet article contient des extraits de la Free On-line Dictionary of Computing qui autorise l'utilisation de son contenu sous licence GFDL.